# Valouse
Valouse är en kommun i departementet Drôme i regionen Auvergne-Rhône-Alpes i sydöstra Frankrike. Kommunen ligger i kantonen Nyons som tillhör arrondissementet Nyons. År 2022 hade Valouse 41 invånare.

## Befolkningsutveckling
Antalet invånare i kommunen Valouse
Referens:INSEE